# 托比·威尔金森
托比·A·H·威尔金森（英語：Toby A. H. Wilkinson，1969年3月25日—）是一位英国埃及学家，斐济国立大学副校长。

## 代表作
- 《古埃及兴亡史》（The Rise and Fall of Ancient Egypt，2010）
- 《尼罗河：穿越埃及古今的旅程》（The Nile: Downriver Through Egypt’s Past and Present，2014）
- 《黄沙下的世界：埃及学黄金时代的探险和考古》（A World Beneath the Sands: The Golden Age of Egyptology，2020）
- 《图坦卡蒙的号角：100件宝物中的古埃及文明》（Tutankhamun's Trumpet: The Story of Ancient Egypt in 100 Objects，2022）